# Воронина, Галина Георгиевна
Гали́на Гео́ргиевна (Егоровна) Воро́нина (род. 20 января 1945) — советская баскетболистка, советский и российский баскетбольный тренер. Заслуженный мастер спорта СССР (1970), заслуженный тренер России.
В 1974 году окончила Московский областной государственный институт физической культуры.

## Биография
Родилась в деревне под Воронежем. Когда Галине было 3 года, ее мать вынуждена была уехать в Москву по трудовой вербовке. Воспитывалась родными бабушкой с дедушкой.
Закончив пятилетку в деревне Верхняя Хава Воронежской области, в 1957 году уехала в Москву. После ее переезда матери пришлось оставить работу на стройке и пойти работать дворником. Вскоре она получила жилье — маленькую комнату в подвале на Серпуховке.
Галина продолжила учебу в школе № 729. Спортом начала заниматься в школьной секции, затем поступила в спортивную школу № 1 Москворецкого района. Её первым тренером стал Ю. Я. Равинский.
В 1962 году окончила курсы машинописи и стенографии, попала по распределению в российском республиканском совете «Динамо», где получила должность машинистки. Одновременно продолжала тренировки у Ю. Я. Равинского. Вскоре её заметили тренеры баскетбольной команды «Динамо», за которую в скором времени начала выступать.
В 1962—1979 гг. играла в основном составе «Динамо».
В 1965 году дебютировала в сборной СССР в дружеской встрече женских сборных СССР и США (в рамках 14-го чемпионата Европы FIBA по баскетболу среди мужских команд во дворце спорта «Лужники»).
Как игрок трижды становилась чемпионом Европы (1966, 1968, 1970), завоевывала серебряные (1967, 1977) и бронзовые (1966, 1978, 1979) медали чемпионата СССР по баскетболу.
Закончила играть в 1979 году, после того как на игре в Риге получила травму — выскочил межпозвоночный диск.
Тренерскую карьеру начала в качестве тренера женского дубля «Динамо». Вскоре после того, как «Динамо» вылетело из высшей лиги была направлена работать тренером в динамовской спортшколе с девочками 1973—1977 годов рождения; с 1990 года, после закрытия динамовской школы, — в школе Фрунзенского района, где тренировала девочек 1980 года рождения. Команда Ворониной выиграла чемпионат страны, в результате чего тренер была назначена руководителем сборной 1980 года рождения.
В 1991 году начала работу в московской специализированной детско-юношеской школе олимпийского резерва № 49 имени Ю. Я. Равинского «Тринта», вернувшись, таким образом в свой первый спортивный коллектив. Под руководством Ворониной женская молодёжная сборная по баскетболу побеждала на чемпионатах Европы в 2000 и 2004 годах.
В 2006 году объявлена благодарность Президента Российской Федерации Владимира Путина «за большой вклад в развитие отечественного баскетбола и высокие спортивные достижения».
В 2013 году, после появления профессионального баскетбольного клуба «Московская Баскетбольная Ассоциация», Воронина возглавила женскую команду Детско-юношеской баскетбольной лиги (ДЮБЛ).
Среди ее воспитанников Л. Фурцева — чемпионка Европы среди юниоров (1982), А. Барабанова, Н. Майорова — чемпионки Европы (2000).

## Достижения

### в качестве игрока
- чемпионка Европы (3) — 1966, 1968, 1970
- серебряный призёр чемпионата СССР (2) — 1967, 1977
- бронзовый призёр чемпионата СССР (3) — 1966, 1978, 1979
- серебряный призёр Спартакиады народов СССР (1) — 1967 (в составе сборной Москвы)
- бронзовый призёр Спартакиады народов СССР (1) — 1963 (в составе сборной Москвы)

### в качестве тренера
- серебряный призёр первенства мира (1) — 2002
- чемпионка Европы (3) — 2000, 2003, 2004
- серебряный призёр чемпионата Европы (2) — 2002, 2005